# Puzzolane

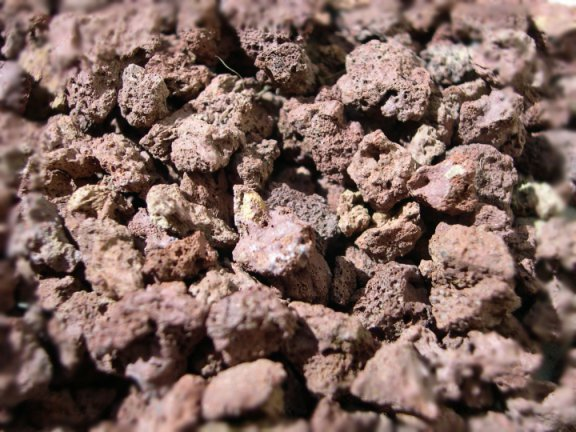
Puzzolane

Puzzolane (auch: Pozzolane; alternative Bezeichnungen: hydraulische Zusätze, Hydraulite oder wasserbindende Zusatzstoffe) sind künstliche oder natürliche Gesteine aus Siliciumdioxid, Tonerde, Kalkstein, Eisenoxid und alkalischen Stoffen, die zumeist unter Hitzeeinwirkung entstanden sind. In Verbindung mit Calciumhydroxid und Wasser sind sie bei normaler Temperatur zur chemischen Reaktion unter hydraulischer Erhärtung (wie Zement) fähig.
Puzzolane sind überwiegend amorph und können im alkalischen Milieu in Lösung gehen.
Der Name stammt vom italienischen Ort Pozzuoli (zur römischen Zeit Puteoli) in den Phlegräischen Feldern westlich Neapels, wo bereits im Altertum große Mengen puzzolanischer Vulkanasche gewonnen wurden.
Natürliche Puzzolane (Puzzolanerden) sind entweder magmatische Gesteine wie vulkanischer Tuff oder in Deutschland rheinischer Trass, aber auch Sedimentgesteine, die einen hohen Anteil löslicher Kieselsäure und teilweise auch reaktionsfähiges Aluminiumoxid (Tonerde) enthalten. Künstliche Puzzolane sind z. B. Ziegelmehl (gebrannte Tonerde) oder Flugaschen aus mit Stein- oder Braunkohle befeuerten Kraftwerken.

## Verwendung
Puzzolane werden als Zuschlagstoffe zur Herstellung von Mörtel oder Beton verwendet, denn zusammen mit Calciumhydroxid (Kalkhydrat) und Wasser reagieren Puzzolane hydratisch und bilden in der puzzolanischen Reaktion Calciumsilicathydrate und Calciumaluminathydrate. Dies sind die gleichen kristallinen Verbindungen, die auch während der Härtung des Zements entstehen und welche die Festigkeit und Gefügedichtigkeit des Betons bewirken.
Puzzolanerde wurde bereits in der römischen Antike als Beimischung zu Tonen für die Keramikherstellung benutzt, um die Festigkeit des Endprodukts zu verbessern. Nach dem Brand waren diese Beimischungen als kleine violettbraune und schwarze Körnchen zu erkennen. Zudem kam die Puzzolanerde als Beimischung für den römischen Beton (lat. Opus Caementitium) zum Einsatz, so zum Beispiel bei den römischen Großbauten wie dem Pantheon in Rom,  und bei den Phöniziern.
In der Renaissance wurde rote oder schwarze Puzzolanerde als Beimischung zum Kalkputz unter Fresken benutzt. So verwendete beispielsweise Michelangelo die Puzzolanerde für seinen Putz für die Ausgestaltung der Sixtinischen Kapelle im Vatikan.

## Weitere Stoffe mit puzzolanischen Eigenschaften
- bei rund 800 °C gebrannter Schiefer, insbesondere Tonschiefer
- Flugasche, Elektrofilterasche
- Silicastaub, Microsilica

## Puzzolanische oder latenthydraulische Eigenschaft
Puzzolanische Stoffe reagieren mit Calciumhydroxid um CSH-Phasen zu bilden und bestehen überwiegend aus reaktionsfähigen Silikaten. Die Zugabemenge zum Beton ist beschränkt, um eine ausreichende Alkalität sicherzustellen.
Latent-hydraulische Stoffe wie Hüttensand benötigen lediglich ein alkalisches oder sulfatisches Milieu um CSH-Phasen zu bilden.